# Гленфилд (Пенсилванија)
Гленфилд (енгл. Glenfield) град је у америчкој савезној држави Пенсилванија.

## Демографија
По попису из 2010. године број становника је 205, што је 31 (-13,1%) становника мање него 2000. године.
| Група             | 2000.       | 2010.       |
| Белци             | 226 (95,8%) | 193 (94,1%) |
| Афроамериканци    | 6 (2,5%)    | 0 (0,0%)    |
| Азијати           | 0 (0,0%)    | 5 (2,4%)    |
| Хиспаноамериканци | 1 (0,4%)    | 1 (0,5%)    |
| Укупно            | 236         | 205         |